# Les Cayes
Les Cayes este o comună din arondismentul Les Cayes, departamentul Sud, Haiti, cu o suprafață de 219,11 km2 și o populație de 125.799 locuitori (2009).